# Fassmer FPB 25
Fassmer FPB 25 ist die Werftbezeichnung einer Baureihe von Küstenstreifenbooten der Fassmer-Werft in Berne/Motzen, von der insgesamt drei Schiffe für die Polizei in Mecklenburg-Vorpommern gebaut wurden.

## Geschichte
Die Schiffe wurden auf der Fassmer-Werft gebaut und in den Jahren 2001, 2003 und 2005 in Dienst gestellt. Die in Modularbauweise und auf Standardkomponenten basierenden Neubauten kosteten jeweils rund 5,5 Mio. Euro.

## Einsatz
Die für die Küstenfahrt zugelassenen Schiffe werden von den Wasserpolizeiinspektionen in Rostock, Wismar und Wolgast in den Seehäfen Mecklenburg-Vorpommerns, den Küstengewässern und der Ostsee eingesetzt. Die Reichweite der Schiffe beträgt 350 Seemeilen.

## Technische Daten und Ausstattung
Die Schiffe werden von zwei MAN-Dieselmotoren mit einer Leistung von je 807 kW angetrieben. Sie erreichen eine Geschwindigkeit von 24 kn. Sie sind mit einem Bugstrahlruder ausgestattet.
Im Achterschiffsbereich wird ein Festrumpfschlauchboot als Bereitschaftsboot mitgeführt. Dieses kann über den bordeigenen Kran zu Wasser gelassen und wieder an Bord geholt werden.
Die Schiffe verfügen über zwei Decks mit einem geschlossenen Steuerstand.

## Die Schiffe der Serie
| Warnow  | 8070 | Rostock / DBHE | 2001 | Wasserschutzpolizeiinspektion Rostock |
| Hoben   | 8881 | Wismar / DBDL  | 2003 | Wasserschutzpolizeiinspektion Wismar  |
| Damerow | 8882 | Wolgast / DBHZ | 2005 | Wasserschutzpolizeiinspektion Wolgast |